# Vrána černobílá
Vrána černobílá (Corvus albus) je velký druh pěvce z čeledi krkavcovitých (Corvidae).

## Taxonomie
Vrána černobílá byla popsáno v roce 1776 německým zoologem P. L. S. Müllerem. Její druhové jméno přitom pochází z latiny, kde „albus“ znamená „bílý“.

## Popis
Dorůstá přibližně stejné velikosti jako vrána obecná (46–50 cm), má však viditelně větší zobák, mírně delší ocas a křídla a delší končetiny. Jak již její samotný název napovídá, je černobíle zbarvená, respektive převážně černě se světlou hrudí. Oči má tmavě hnědé. Mladí ptáci mají poměr bílého opeření menší.

## Rozšíření

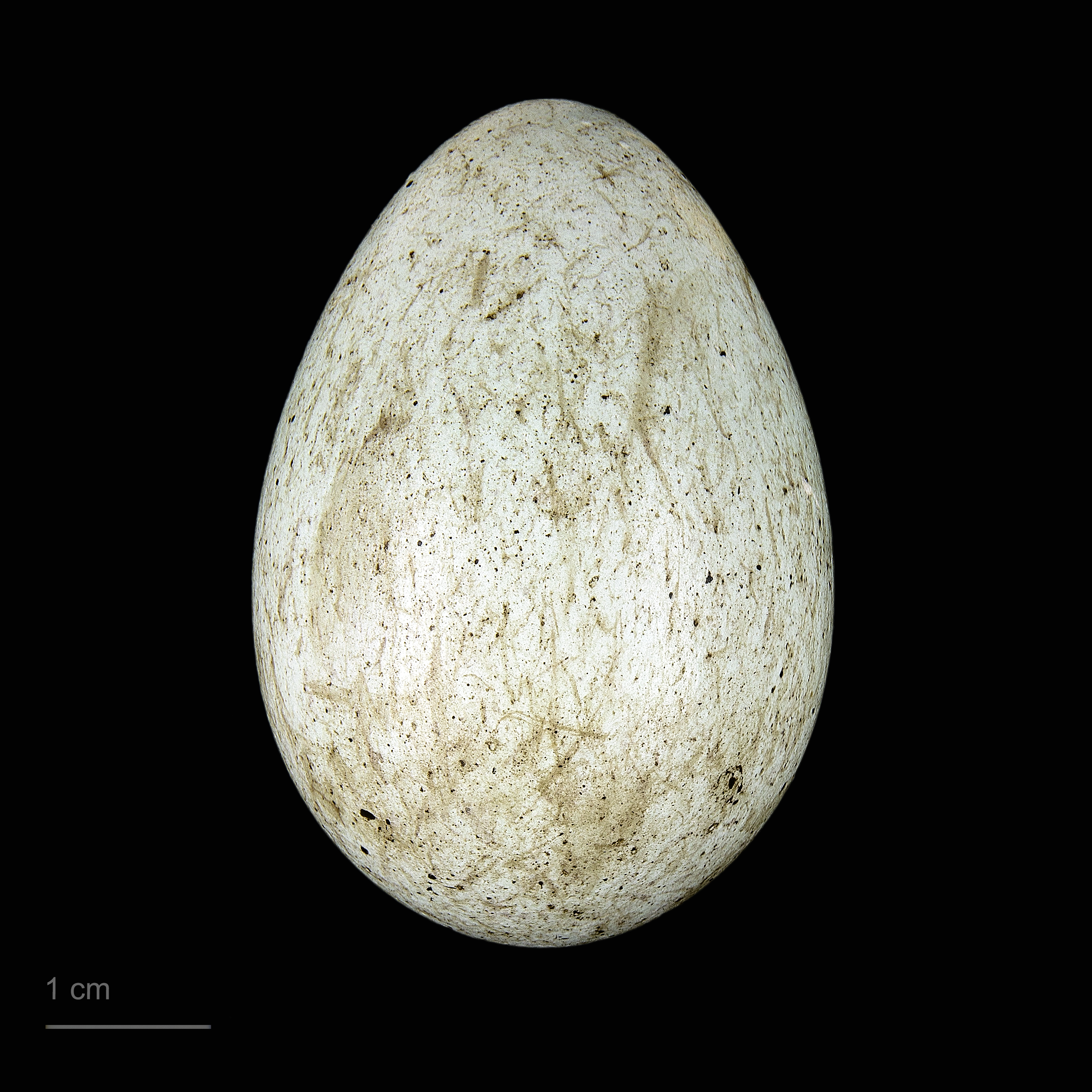
munia Corvus albus

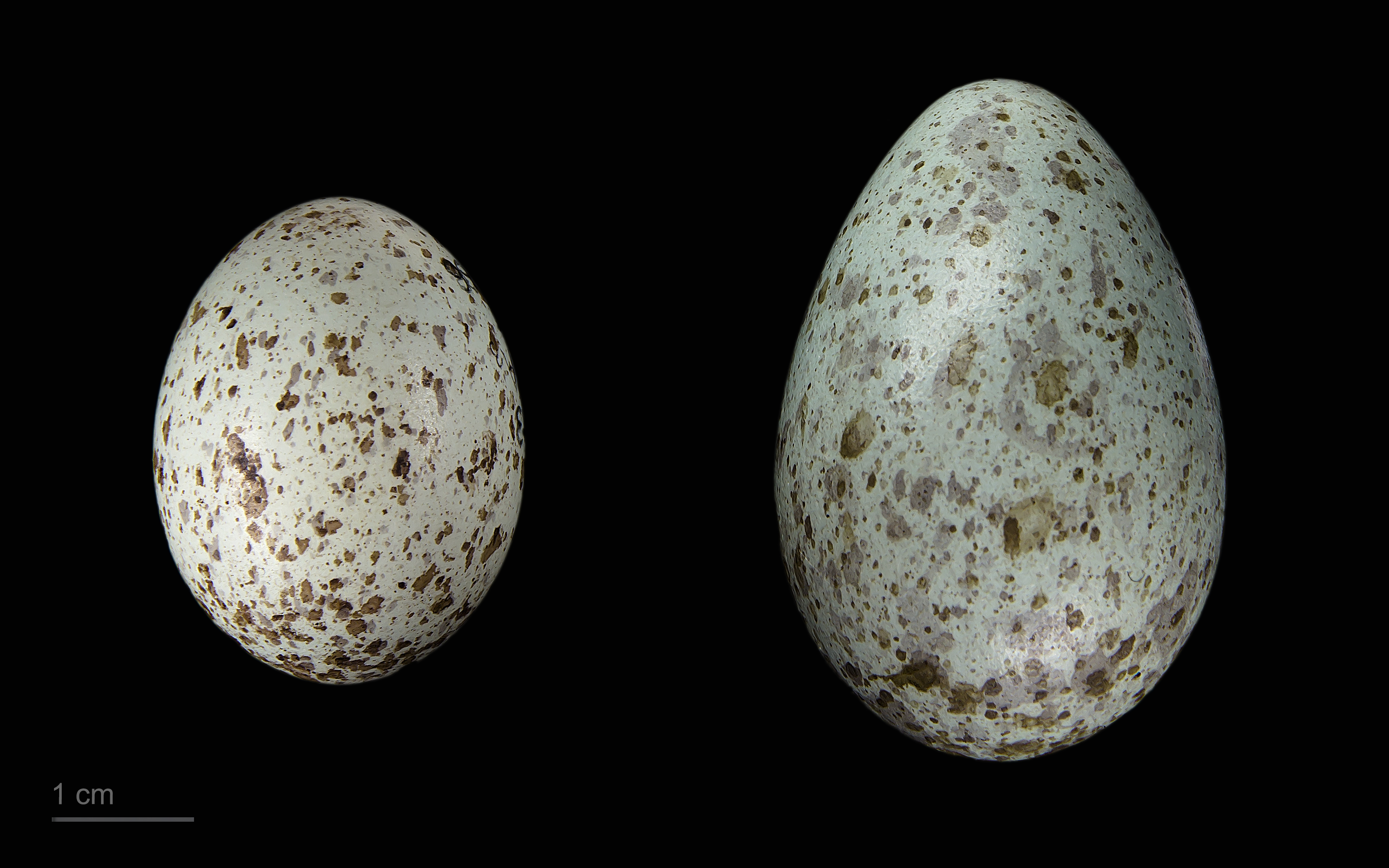
muni Clamator glandarius + Corvus albus

Vrána černobílá je nejrozšířenějším africkým zástupcem rodu Corvus. Vyskytuje se na rozsáhlém území subsaharské Afriky v rozmezí od Senegalu a Eritrey nesouvisle až po Jihoafrickou republiku, zasahuje též na Mys dobré naděje, Madagaskar, Komory, Aldabru, Zanzibar, Pembu a Bioko. Žije převážně v otevřených krajinách, většinou v blízkosti lidských obydlí.

## Sociální chování
Zdržuje se buď v párech nebo v malých hejnech, ačkoli v oblastech s velkým množstvím potravy může vytvářet i hejna velmi početná.

## Hnízdění
Hnízdo buduje zpravidla na vysokých osamocených stromech a často i na telegrafních drátech. V jedné snůšce bývá 3–6 světle zelených, hnědě skvrnitých vajec, na kterých sedí 18–19 dnů. Mláďata pak hnízdo opouští asi po 45 dnech. Na péči o ně se podílí oba rodiče.

## Potrava
Po potravě pátrá převážně na zemi. Požírá především hmyz a jiné malé bezobratlé, ale i malé plazy a savce, ptačí vejce a mláďata, semena, arašídy, mršiny a odpadky.